# Montjay (Altos-Alpes)
Montjay é uma comuna francesa na região administrativa da Provença-Alpes-Costa Azul, no departamento de Altos-Alpes. Estende-se por uma área de 27 km². Em 2010 a comuna tinha 106 habitantes (densidade: 3,9 hab./km²).